# Laki Niu
Laki Niu ist ein tongaischer Jurist, der seit 2018 Richter am Obersten Gericht Tongas ist.

## Werdegang
Niu studierte Jura an der Auckland Law School in Neuseeland und kehrte daraufhin nach Tonga zurück. Dort war er Abgeordneter im Parlament und Präsident der juristischen Vereinigung Tongas. 2016 war er Verteidiger in einem Prozess gegen zwei chinesische Staatsbürger, die illegal tongaische Pässe erworben hatten. Der Skandal um den Verkauf von Pässen sorgte in Tonga für große Aufmerksamkeit. Am 21. Juni 2018 wurde Niu von König Tupou VI. zum Richter am Obersten Gericht ernannt. Am 2. Juni trat er seine vierjährige Amtszeit an. Die Nominierung Nius ist Teil einer Initiative, durch die Tongas Justiz zunehmend mit tongaischen Juristen besetzt werden soll. Heute haben oft neuseeländische oder australische Juristen die führenden Positionen in Tongas Justiz inne.